# Лики, Мив
Мив Ли́ки (Meave G. Leakey, род. 28 июля 1942, Лондон) — британский и кенийский зоолог и палеоантрополог, автор многих антропогенетических открытий, жена Ричарда Лики.
Доктор философии (1968).
Иностранный член Национальной АН США (2013) и Американского философского общества (2017).
Исследователь Национального географического общества (National Geographic Explorer-in-Residence), исследовательский профессор Университета штата Нью-Йорк в Стоуни-Брук, директор по полевым исследованиям Turkana Basin Institute (TBI).

## Биография
В 1965 году окончила университет Северного Уэльса в Бангоре, где изучала зоологию и в частности морскую зоологию. Следующие два года работала в Центре приматов в Тигони, по приглашению Луиса Лики. Изучала морфологию передних конечностей обезьян Восточной Африки. В 1968 г. в университете Уэльса получила степень доктора философии по зоологии. В 1969 начала работу в отряде Ричарда Лики в районе озера Туркана, в 1970 году Мив и Ричард поженились.
С 1989 года возглавляет экспедиционную работу по поиску останков древнего человека, в 1990-х возглавила отдел палеонтологии в Национальном музее Кении.
Наиболее значительные её находки — обнаруженный в 1995 году Australopithecus anamensis, которая датировкой в 4,1 млн лет отодвинула время происхождения австралопитеков и прямохождения ещё на полмиллиона лет, и в 1999 году — Kenyanthropus platyops.
Почётный фелло Геологического общества Лондона (2011). Член Африканской академии наук (2013).
Отмечена Academy of Achievements Award (США, 2004) и старейшей и наипрестижнейшей наградой Национального географического общества США медалью Хаббарда (2016). Силлимановская лекция (2001).

## Избранная библиография
- Rene Bob & Meave G. Leakey (2009), Ecology of Plio-Pliestocene Mammals in the Omo-Turkana Basin and the Emergence of Homo, in Frederick E. Gine, John G. Fleagle, & Richard E. Leakey (ed.), The First Humans: Origin and Early Evolution of the Genus Homo, Vertebrate Paleobiology and Paleoanthropology, Conference publication: Springer, pp. 175–184, ISBN 978-1-4020-9979-3, Дата обращения: 30 апреля 2010{{citation}}:  Википедия:Обслуживание CS1 (множественные имена: editors list) (ссылка)
- Lothagam: The Dawn of Humanity in Eastern Africa by John Harris and Meave Leakey, Eds. (December 2001).
- Leakey, Meave; Walker, Alan (June 1997), Early Hominid Fossils from Africa, Scientific American, 276 (6): 74–79
- Stratigraphy and Paleontology of Pliocene and Pleistocene Localities West of Lake Turkana, Kenya by John Harris, Meave Leakey, Eds. et al. (October 1988).
- Harris, J.M; Brown, F.H; Leakey, M.G; Walker, A.C; Leakey, R.E (1 января 1989), Pliocene and Pleistocene Hominid-Bearing Sites from West of Lake Turkana, Kenya, Science, 239 (4835): 27–33, doi:10.1126/science.239.4835.27
- M.G. Leakey, R.E. Leakey, J.M. Harris, ed. (1978), Koobi Fora Research Project: Researches into Geology, Palaeontology, and Human Origins, vol. 1: The Fossil Hominids and an Introduction to their Context 1968-1974, Oxford: Clarendon Press, ISBN 978-0-19-857392-0{{citation}}:  Википедия:Обслуживание CS1 (множественные имена: editors list) (ссылка)